# Scincus hemprichii
Espèce
Statut de conservation UICN

 LC  : Préoccupation mineure
Scincus hemprichii est une espèce de sauriens de la famille des Scincidae.

## Répartition
Cette espèce est endémique de la moitié Ouest du Yémen.

## Étymologie
Cette espèce est nommée en l'honneur du naturaliste allemand Wilhelm Friedrich Hemprich (1796-1825).

## Publication originale
- Wiegmann, 1837 : Herpetologische Notizen. Archiv für Naturgeschichte, vol. 3, p. 123-136 (texte intégral).